# Expedició 63
L'Expedició 63 fou la 63a expedició a l'Estació Espacial Internacional, va començar el 17 d'abril de 2020 amb el desacoblament de la nau Soiuz MS-15 i finalitzà amb el desacoblament de la Soiuz MS-16 el 21 d'octubre de 2020. L'Expedició inicialment estava formada pel comandant estatunidenc Chris Cassidy així com els enginyers de vol rusos Anatoli Ivanixin i Ivan Vagner. El 31 de maig de 2020, l'Expedició va donar la benvinguda a la tripulació de la Crew Dragon Demo-2, primer vol tripulat de la nau Crew Dragon de SpaceX, anomenada Endeavour en honor al transbordador espacial homònim. Els dos membres de tripulació de la Crew Dragon. Doug Hurley i Bob Behnken van passar a formar part de l'expecició per ajudar en les tasques de recerca en l'estació i participar en diverses activitats extravehiculars a l'exterior de l'estació.

## Tripulació

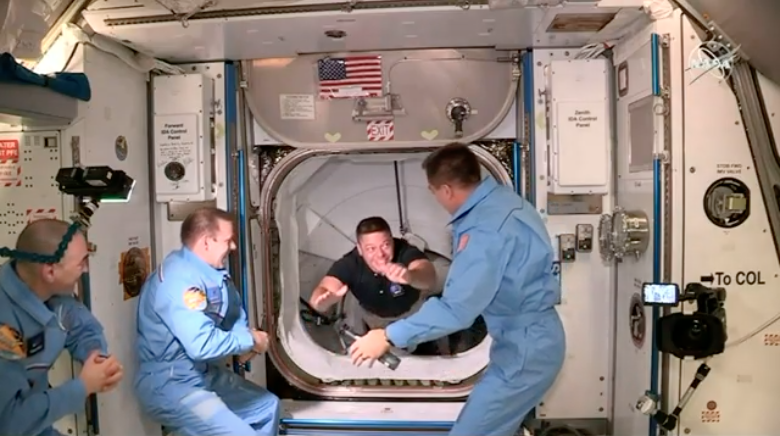
Bob Behnken entra l'EEI poc després es va obrir la portella del Crew Dragon.

| Referències       | 2020                                            | 2020                                            | 2020                                            | 2020                                            | 2020                                            | 2020                                            | 2020                                            | 2020                                            | 2020                                               |
| Posició           | Abril                                           | Maig                                            | Maig                                            | Juny                                            | Juliol                                          | August                                          | August                                          | Setembre                                        | Octubre                                            |
| ----------------- | ----------------------------------------------- | ----------------------------------------------- | ----------------------------------------------- | ----------------------------------------------- | ----------------------------------------------- | ----------------------------------------------- | ----------------------------------------------- | ----------------------------------------------- | -------------------------------------------------- |
| Comandant         | Chris Cassidy, NASA Tercer vol espacial         | Chris Cassidy, NASA Tercer vol espacial         | Chris Cassidy, NASA Tercer vol espacial         | Chris Cassidy, NASA Tercer vol espacial         | Chris Cassidy, NASA Tercer vol espacial         | Chris Cassidy, NASA Tercer vol espacial         | Chris Cassidy, NASA Tercer vol espacial         | Chris Cassidy, NASA Tercer vol espacial         | Chris Cassidy, NASA Tercer vol espacial            |
| Enginyer de vol 1 | Anatoli Ivanixin, Roscosmos Tercer vol espacial | Anatoli Ivanixin, Roscosmos Tercer vol espacial | Anatoli Ivanixin, Roscosmos Tercer vol espacial | Anatoli Ivanixin, Roscosmos Tercer vol espacial | Anatoli Ivanixin, Roscosmos Tercer vol espacial | Anatoli Ivanixin, Roscosmos Tercer vol espacial | Anatoli Ivanixin, Roscosmos Tercer vol espacial | Anatoli Ivanixin, Roscosmos Tercer vol espacial | Anatoli Ivanixin, Roscosmos Tercer vol espacial    |
| Enginyer de vol 2 | Ivan Vagner, Roscosmos Primer vol espacial      | Ivan Vagner, Roscosmos Primer vol espacial      | Ivan Vagner, Roscosmos Primer vol espacial      | Ivan Vagner, Roscosmos Primer vol espacial      | Ivan Vagner, Roscosmos Primer vol espacial      | Ivan Vagner, Roscosmos Primer vol espacial      | Ivan Vagner, Roscosmos Primer vol espacial      | Ivan Vagner, Roscosmos Primer vol espacial      | Ivan Vagner, Roscosmos Primer vol espacial         |
| Enginyer de vol 3 |                                                 |                                                 | Doug Hurley, NASA Tercer vol espacial           | Doug Hurley, NASA Tercer vol espacial           | Doug Hurley, NASA Tercer vol espacial           | Doug Hurley, NASA Tercer vol espacial           |                                                 |                                                 | Serguei Rijikov, Roscosmos Second spaceflight      |
| Enginyer de vol 4 |                                                 |                                                 | Bob Behnken, NASA Tercer vol espacial           | Bob Behnken, NASA Tercer vol espacial           | Bob Behnken, NASA Tercer vol espacial           | Bob Behnken, NASA Tercer vol espacial           |                                                 |                                                 | Serguei Kud-Svertxkov, Roscosmos First spaceflight |
| Enginyer de vol 5 |                                                 |                                                 |                                                 |                                                 |                                                 |                                                 |                                                 |                                                 | Kathleen Rubins, NASA Second spaceflight           |

| Missió             | Astronautes | Acoblament (UTC)   | Desacoblament (UTC) | Durada  |
| ------------------ | --- | ------------------ | ------------------- | ------- |
| Crew Dragon Demo-2 | Douglas Hurley, NASA Robert Behnken, NASA | 31 maig 2020 14:27 | 1 agost 2020 23:35  | 64 dies |
| Crew Dragon Demo-2 | La nau C206 d'SpaceX, posteriorment anomenada Endeavour en homenatge al transbordador espacial Endeavour que va reemplaçar el Transbordador espacial Challenger destruït el 1986, va ser llançar el 30 de maig de 2020 i es va acoblar a l'estació aproximadament 19 hores després. Va ser el primer vol de prova tripulat de la nau SpaceX Dragon 2 i el primer vol espacial amb tripulació que es va llançar des dels Estats Units després de la missió STS-135 el juliol de 2011. Originalment estava previst com un vol de prova curt de dues setmanes, però es va allargar a causa dels retards. Els membres de la tripulació Doug Hurley i Bob Behnken van romandre a bord de l'estació durant aproximadament dos mesos. La durada final de la missió depenia de la preparació de la missió SpaceX Crew-1 que podria llançar-se aproximadament tres mesos després de l'aterratge de la Demo-2 i unir-se a l'expedició 63 o a l'expedició 64, planejat als vols d'octubre 2020. |                    |                     |         |

## Activitat extravehicular

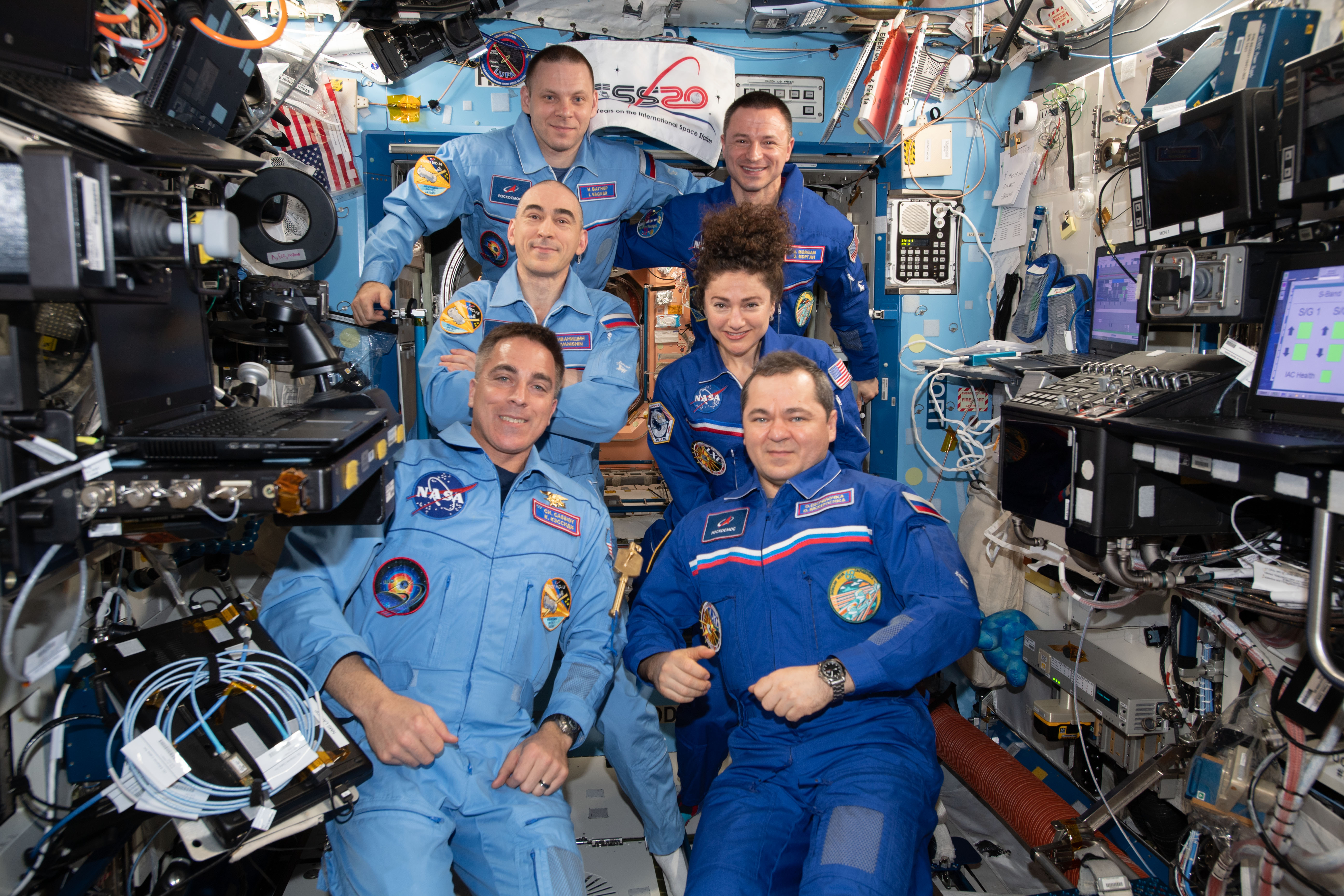
Les tripulacions de les expedicions 62 i 63 posen juntes moments després que Oleg Skripochka lliurés el comandament de l'EEI a Chris Cassidy.

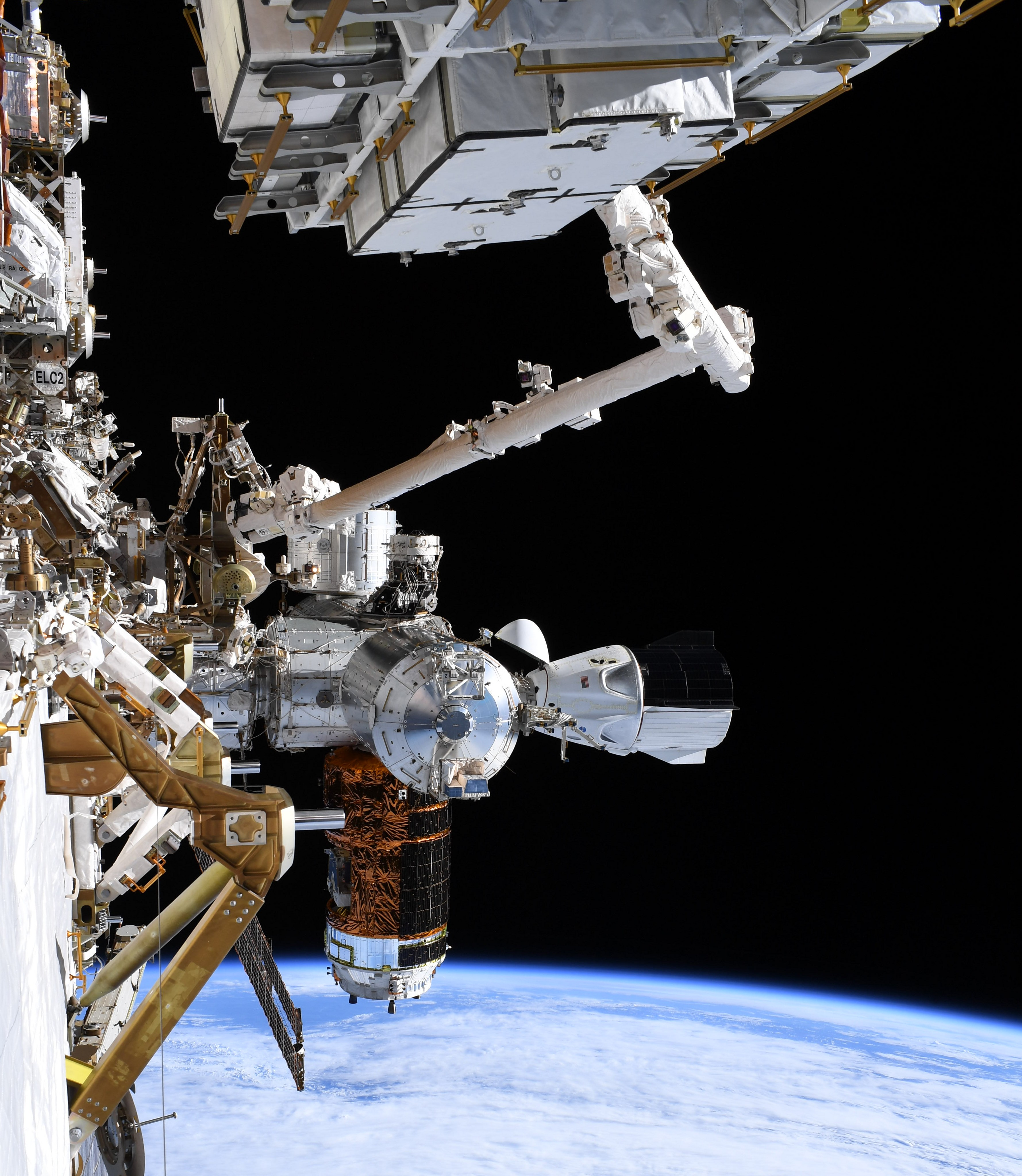
El 26 de juny de 2020, els caminants espacials Behnken i Cassidy van completar el primer dels quatre passejos espacials programats.

Atès els endarreriments del Programa de Tripulació Comercial de la NASA que podrien haver deixat Cassidy com a únic membre de la tripulació a la USOS durant un període prolongat de temps, Anatoli Ivanishin va rebre formació sobre els vestits espacials de la Unitat de Mobilitat Extravehicular americana (EMU). En el cas improbable que s'hagués de produir un EVA no programat abans que arribessin a l'estació més membres de la tripulació dels USOS i Ivanishin hagués participat en un EVA a la UEM, hauria estat el primer cosmonauta rus a utilitzar-la des de Iuri Malentxenko (que va realitzar l'EVA amb l'astronauta de la NASA Peggy Whitson) durant l'Expedició 16 al 2007. Per la mateixa raó, Vagner ha hagut d'entrenar-se amb el braç robòtic USOS (Canadarm2) per donar suport robòticament a qualsevol passeig espacial dut a terme per Cassidy i Ivanishin. Amb l'extensió de la durada del vol de la Crew Dragon Demo-2 a uns 75 dies aproximadament, els astronautes de la NASA Doug Hurley i Bob Behnken van ser entrenats per dur a terme qualsevol EVA al costat de Cassidy si sorgís la necessitat. Durant aquestes sortides, Cassidy i Behnken realitzarien els EVA amb Hurley donant suport al passeig espacial des de l'interior de l'estació.
Es van planejar diversos passejos espacials per realitzar treballs en els sistemes científics i d'energia de l'EEI. Això inclou l'activació del paquet científic Bartolomeo situat a l'exterior del mòdul del laboratori Columbus que es va lliurar a CRS-20 a principis de l'any. La NASA va revelar el 19 de maig de 2020 que, amb els plans Demo-2 consolidats, ara planejaven fins a cinc EVA de Cassidy i Behnken per instal·lar Bartolomeo i substituir la resta de bateries de níquel-hidrogen del S6 Truss per noves bateries de ions de liti.
El 26 de juny de 2020, el primer passeig espacial de l'Expedició 63 i el 65è estatunidenc, va començar a les 11:32 UTC amb Cassidy i Behnken. Els dos astronautes de la NASA van concloure el seu passeig espacial a les 17:39 UTC, després de sis hores i set minuts. Els dos astronautes de la NASA van completar tots els treballs previstos per a aquest primer passeig dels quatre previstos: substituir les bateries que proporcionen energia als panells solars de l'estació, així com les tasques previstes inicialment per a la segona passejada espacial programada l'1 de juliol de 2020. Les noves bateries proporcionen una capacitat d'alimentació millorada i més eficient per a les operacions. Els astronautes van retirar cinc de les sis bateries velles de níquel-hidrogen d'un dels dos canals d'energia a la banda d'estribord (S6), van instal·lar dues de les tres noves bateries de ions de liti i van instal·lar dues de les tres plaques adaptadores associades que s'utilitzen per completar el circuit d'alimentació a les noves bateries. El control de la missió informa que les dues noves bateries funcionen.
L'1 de juliol de 2020, el passeig espacial va començar a les 11:13 UTC amb els astronautes Cassidy i Behnken. Els dos astronautes de la NASA van concloure el passeig espacial a les 17:14 UTC, després de sis hores i un minut. Els dos astronautes de la NASA van completar la meitat del treball per actualitzar les bateries que proporcionen energia a un canal en un parell de panells solars de l'estació. Van connectar una nova bateria de ions de liti per completar el circuit a la nova bateria i van reubicar una bateria de níquel-hidrogen a una plataforma externa per a la seva futura eliminació. També van afluixar els cargols de les bateries de níquel-hidrogen que es reemplaçaran per completar l'actualització de la capacitat d'energia de l'estructura d'estribord i completar els treballs de substitució de la bateria de l'estació que van començar el gener del 2017.
El 16 de juliol de 2020, el passeig espacial va començar a les 11:10 UTC amb els astronautes Cassidy i Behnken què van concloure el seu passeig espacial a les 17:10 UTC, després de sis hores. Els dos astronautes van completar tot el treball de substitució de les bateries que proporcionen energia als panells solars de l'estació a l'estructura d'estribord (S6).
El 21 de juliol de 2020, el passeig espacial va començar a les 11:12 UTC amb els astronautes Cassidy i Behnken que va finalitzar a les 16:41 UTC després de cinc hores i 29 minuts. Els astronautes van instal·lar una unitat d'emmagatzematge de protecció que inclou dues unitats de localització de fuites externes (RELL) que pot utilitzar el robot Dextre de l'Agència Espacial Canadenca per detectar fuites d'amoníac i que s'utilitza per accionar el sistema de refrigeració de l'estació. Behnken i Cassidy van retirar dos accessoris d'elevació a la base dels panells solars de l'estació a la columna vertebral de l'estació. Van completar les tasques per preparar l'exterior del mòdul Tranquility per a l'arribada a finals d'aquest any de la resclosa d'aire biosegur comercial Nanoracks en una missió de càrrega de SpaceX. Després de la seva instal·lació, la resclosa d'aire permetrà desplegar a l'espai experiments tant comercials com patrocinats pel govern. També van instal·lar cables ethernet i van treure la tapa del filtre de l'objectiu d'una càmera externa. Aquest fou el 10è passeig espacial per tots dos astronautes unit-se amb Michael Lopez-Alegria i Peggy Whitson com els únics astronautes dels Estats Units a completar 10 passeigs espacials. Behnken ha passat un total de 61 hores i 10 minuts caminant per l'espai, cosa que el converteix en l'astronauta estatunidenc en el tercer en temps total de passeigs espacials per darrere de Lopez-Alegria i Andrew Feustel, i el quart en total. Els membres de la tripulació de l'estació espacial han realitzat 231 passejades espacials en suport del muntatge i manteniment del laboratori. Els astronautes han passat un total de 60 dies, 12 hores i 3 minuts treballant fora de l'estació.